# Carboplatino
Il carboplatino è un agente chemioterapico antineoplastico in grado di interferire con tutte le fasi del ciclo cellulare legandosi al DNA attraverso la formazione di legami crociati tra filamenti complementari. È un analogo di seconda generazione del platino analogo al cisplatino.

## Farmacodinamica
Il carboplatino è un agente alchilante in grado di interferire con il ciclo cellulare in maniera non specifica (CCNS). Allo stesso modo del cisplatino il meccanismo d'azione è mediato dal legame del composto con l'azoto in posizione 7 della guanina, benché venga anche presa in considerazione la possibile formazione di legami covalenti con adenosina e citosina.

## Impiego clinico
Il carboplatino è attivo nei confronti di una grande quantità di neoplasie solide tra cui il carcinoma del polmone, il carcinoma dello stomaco, il carcinoma dell’esofago, il carcinoma della vescica, le neoplasie di testa e collo, le neoplasie del tratto urogenitale e le neoplasie non seminomatose del testicolo. A causa della sua minore nefrotossicità il carboplatino ha sostituito il cisplatino nella terapia di queste neoplasie.

## Tossicità
Il carboplatino è responsabile di eventi di tossicità a acuta e ritardata. Tra i primi è importante la nausea, il vomito e la mielodepressione. Quest'ultimo evento deve essere controllato costantemente attraverso l'esame emocromocitometrico e l'impiego di farmaci mielostimolanti. Il vomito e la nausea possono essere controllati attraverso agenti antiemetici. Differente dal cisplatino, il carboplatino è gravato da una minore tossicità a livello renale. Per questo durante il trattamento non è necessaria l'infusione continua di grandi quantità di liquidi e l'impiego di mannitolo od altri agenti diuretici.